# Ничипоренко, Иван Иванович
Иван Иванович Ничипоренко (1842—1910) — директор Коллегии Павла Галагана в 1879—1890 годах.

## Биография
Сын помощника комиссара Межигорской фаянсовой фабрики Ивана Макаровича Ничипоренко. Старший брат Андрей (1837—1863) — революционер, член «Земли и Воли».
В 1851 году был принят во 2-й благородный пансион при Киевской 1-й гимназии, которую окончил в 1858 году. В том же году поступил на историко-филологический факультет Университета Св. Владимира, по окончании которого поступил в 1863 году на педагогические курсы при Киевском учебном округе. В 1865 году был назначен старшим учителем истории в Полтавскую гимназию, а в следующем году переведен на ту же должность в Немировскую гимназию. В 1871—1876 годах исполнял обязанности инспектора Немировской гимназии, а затем вышел в отставку по расстроенному здоровью. Однако через год вновь поступил учителем в Муромское реальное училище, а в 1879 году был приглашен на должность директора Коллегии Павла Галагана. Дослужившись до чина действительного статского советника, в 1890 году оставил педагогическую деятельность и был причислен к Министерству народного просвещения с откомандированием в распоряжение попечителя Киевского учебного округа.
Скончался в 1910 году в Киеве. Похоронен на Лукьяновском кладбище.